# Creedence Clearwater Revisited
Creedence Clearwater Revisited, är ett projekt som startades av de före detta Creedence Clearwater Revival-medlemmarna Stu Cook och Doug Clifford 1995. Bandet har genom konserter framfört gamla låtar från Creedence Clearwater Revival. Creedence Clearwater Revisited består även av Kurt Griffey, Steve Gunner och Dan McGuinness. Bandets ursprunglige sologitarrist var Elliot Easton, som tidigare spelat med bland annat The Cars. Easton lämnade bandet i början av 2000-talet men återvände under en kortare period 2010. Under åren däremellan ingick i stället Tal Morris i gruppens sättning. Bandets sångare under de första tjugo åren var John "Bulldog" Tristao. Han ersattes på grund av sjukdom från och med januari 2016 av vikarien Dan McGuinness, vilken från och med 2017 har inträtt som permanent medlem i gruppen.
I september 2017 uteslöt Doug Clifford att han och Stu Cook någon gång kom att återförenas med John Fogerty.

## Medlemmar
Nuvarande medlemmar
- Doug "Cosmo" Clifford – trummor, slagverk (1995– )
- Stu Cook – basgitarr, bakgrundssång (1995– )
- Steve "The Captain" Gunner – gitarr, munspel, keyboard, bakgrundssång (1995– )
- Kurt Griffey – sologitarr (2010– )
- Dan McGuinness – sång, gitarr (2016– )

Tidigare medlemmar
- Elliot Easton – gitarr (1995–2004)
- Tal Morris – gitarr (1995–2016)
- John "Bulldog" Tristao – sång, gitarr (2004–2010)

## Diskografi
Livealbum
- Recollection (2CD) (1998)
- Extended Versions (2010)

Samlingsalbum
- The Best of Creedence Clearwater Revisited (2006)
- Playlist: The Very Best Of Creedence Clearwater Revisited (2016)